# Skin Deep
«Skin Deep» — рок-песня, записанная певицей и актрисой Шер для её девятнадцатого альбома Cher. Песня была написана Марком Голденбергом и Джоном Линдом, последний был также продюсером. Песня была выпущена как третий сингл с альбома летом 1988 года. Шер никогда не исполняла эту песню в турне или на ТВ, музыкальное видео также не было снято.

## Список композиций
Skin Deep US Promo
1. Skin Deep
2. Perfection

## Официальные версии
- Main Version (4:16)
- Bonus Beats (3:38)
- Dub (5:46)
- Extended Dance Mix (7:50)
- Remix Edit (3:59)
- Percappella (4:36)

## Чарты
| Чарт (1988)                        | Место |
| ---------------------------------- | ----- |
| U.S. Billboard Hot 100             | 79    |
| U.S. Billboard Hot Dance/Club Play | 41    |